# Gʻofur Rahimov
Gʻofur Rahimov (ou Gafur Rakhimov, forme russifiée) est un dirigeant ouzbek né en 1951 à Tachkent.

## Dirigeant sportif
Il dirige l'Association internationale de boxe amateur fin janvier 2018 dans un contexte de crise de gouvernance de la fédération depuis des mois au point de voir remis en cause la présence de ce sport aux Jeux olympiques d'été de Tokyo en 2020.
Son accréditation aux Jeux olympiques de la jeunesse de 2018 à Buenos Aires lui a d'ailleurs été refusée.